# Wintersleep
Wintersleep ist eine kanadische Indierockband aus Halifax, Nova Scotia.

## Geschichte
Die Band wurde 2002 gegründet. Das erste eigene Album veröffentlichten die Musiker im Jahr 2003 beim kanadischen Independentlabel Dependent Music. 2006 unterschrieb die Band einen Vertrag bei EMI und ließ die ersten beiden Alben mit Bonustracks neu veröffentlichen. Neben der Aktivität in der Band spielen die Musiker bei verschiedenen anderen Bands. Die Band trat unter anderem als Vorband von Pearl Jam, Editors, The Tragically Hip oder Paul McCartney auf. Im Oktober 2007 veröffentlichte Wintersleep das dritte Album Welcome to the Night Sky. Dieses wurde in der Kategorie „Alternative Album of the Year“ für den Juno Award 2008 nominiert. Im gleichen Jahr gewann die Band den Juno in der Kategorie „New Group of the Year“.
2013 wurde ihr Song Weighty Ghost aus ihrem Album Welcome to the Night Sky aus dem Jahre 2007 in gekürzter Form zum Titelthema der kanadischen Dramaserie Cracked des Senders CBC, die von Tracey Forbes und dem Task Force Officer Calum de Hartog entwickelt wurde. Die Serie lief in zwei Staffeln.

## Weblinks

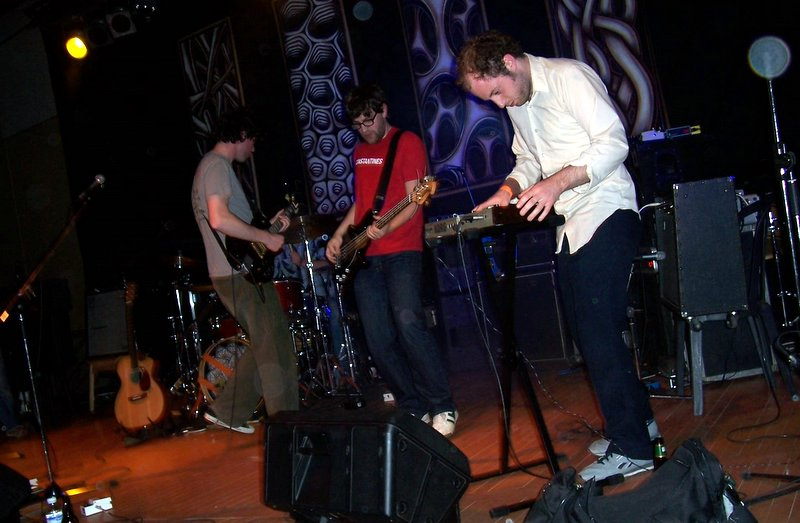
Wintersleep (2004)

## Diskografie (Alben)
- 2003: Wintersleep
- 2005: Untitled
- 2007: Welcome to the Night Sky
- 2010: New Inheritors
- 2012: Hello Hum
- 2016: The Great Detachment
- 2019: In the Land Of